# Philip Wadler
Philip Lee "Phil" Wadler (nacido el 8 de abril de 1956) es un científico de la computación estadounidense conocido por sus contribuciones al diseño de lenguajes de programación y la teoría de tipos. En particular, ha contribuido a la teoría detrás de la programación funcional y al uso de mónadas en programación funcional, el diseño del lenguaje puramente funcional Haskell, y el lenguaje de consulta declarativo XQuery. En 1984, creó el lenguaje de programación Orwell. Wadler estuvo involucrado en la incorporación de tipos genéricos a Java 5.0. Es también autor del artículo "Theorems for free!" que promovió el interés por investigar la optimización de lenguajes funcionales.

## Educación
Wadler recibió su título de Licenciado en Matemáticas por la Universidad de Stanford en 1977, y luego hizo una Maestría en Ciencias de la Computación en la Universidad Carnegie Mellon en 1979. Completó su Doctorado en Informática en la Universidad Carnegie Mellon en 1984. Su tesis se tituló "Listlessness is Better than Laziness" y estuvo supervisada por Nico Habermann.

## Investigación
Los intereses académicos de Wadler se centran en los lenguajes de programación.
Wadler fue un investigador del Grupo de Investigación en Programación (parte del Laboratorio de Computación de la Universidad de Oxford) y St Cross College, Oxford durante 1983–87. Hizo carrera docente en la Universidad de Glasgow desde 1987 hasta 1996. Fue Miembro del Personal Técnico en Laboratorios Bell, Lucent Technologies (1996–99) y luego Avaya Labs (1999–2003). A partir del 2003 es Profesor de Ciencia computacional teórica en la Escuela de Informática de la Universidad de Edimburgo.

## Servicio académico
Wadler fue editor de la Journal of Functional Programming de 1990–2004.
Recibió el premio Most Influential POPL Paper en 2003 por su artículo de 1993 presentado en el Simposio POPL de Programación Funcional Imperativa, en conjunto con Simon Peyton Jones.
En 2005, se convirtió en Fellow de la Royal Society of Edinburgh.
En 2007 fue convocado como Fellow de la Association for Computing Machinery.
Wadler se encuentra trabajando actualmente en un nuevo lenguaje funcional diseñado para escribir aplicaciones web, llamado Links.